# Bo Lindberg (militär)
Bo Pontus Thorwald Lindberg, född den 19 juli 1863 i Göteborg, död den 3 november 1935 i Lyrestads församling, Skaraborgs län, var en svensk militär.
Lindberg blev underlöjtnant vid Göta artilleriregemente 1883, löjtnant där 1892 och vid Karlsborgs artillerikår 1893, kapten där 1897 och vid Boden-Karlsborgs artilleriregemente 1902, major där 1906 och överstelöjtnant 1912. Han befordrades till överste i Bodens truppers reservbefäl 1918. Lindberg blev riddare av Svärdsorden 1904.